# Sân vận động George Odlum
Sân vận động George Odlum (tiếng Anh: George Odlum Stadium) là một sân vận động bóng đá ở Vieux Fort, Saint Lucia. Sân có sức chứa 9.000 người.
Sân vận động đã được bàn giao cho Chính phủ và nhân dân Saint Lucia, với sự đại diện của Thủ tướng Danh dự Dr. Kenny Anthony và Bộ trưởng Giáo dục, Phát triển Nguồn nhân lực, Thanh niên và Thể thao Danh dự Mario Michel, vào tháng 7 năm 2002. Sân được xây dựng với nguồn tài trợ của Cộng hòa Nhân dân Trung Hoa. Sân được đặt tên hiện tại vào năm 2007.

## Vị trí
Sân vận động nằm trên một đồng bằng rộng lớn ở St Urbain, dưới chân đồi Morne Beausejour trong cộng đồng phía nam của Vieux Fort. Sân cách trung tâm dân cư chính ở phía nam Saint Lucia khoảng năm phút, và chỉ cách một đoạn ngắn từ Sân bay quốc tế Hewanorra. Sân vận động cách thủ đô Castries khoảng 45 phút đi xe.

## Lịch sử và sự phát triển
Sân vận động Quốc gia là một trong số các dự án được đàm phán bởi Bộ trưởng Ngoại giao và Thương mại quốc tế khi đó, George Odlum. Công việc chuẩn bị cho địa điểm được thực hiện trong nhiều tháng bởi Chính phủ Saint Lucia với chi phí 3 triệu đô la Đông Caribe, tương ứng hơn 1 triệu đô la Mỹ. Vào tháng 9 năm 2000, địa điểm này được bàn giao cho một công ty xây dựng của Trung Quốc, Tổng công ty kỹ thuật hải ngoại quốc gia Trung Quốc (COVEC).
Trong hai năm tiếp theo, COVEC đã xây dựng tầng trên của sân vận động trên một phần của địa điểm, với hai khán đài, mặt sân cỏ, đường chạy bằng cao su, đèn pha chiếu sáng và khu vực bãi đậu xe lớn. Với tổng chi phí lên tới 55 triệu đô la Mỹ, sân vận động này là sân vận động hiện đại nhất ở Caribe vào thời điểm được xây dựng. Một trong những sự kiện đầu tiên tại sân vận động, khi đó được gọi đơn giản là Sân vận động Quốc gia Saint Lucia, là Đại hội Thể thao dành cho trường trung học Quần đảo Windward, một sự kiện đa môn thể thao.
Mặc dù sân vận động có cách bố trí, chỗ ngồi, đồ đạc và tiện nghi hiện đại, sân không được trang bị đường chạy điền kinh được IAAF chứng nhận. Đến năm 2009, một đường chạy như vậy sẽ trở nên cần thiết nếu Hiệp hội điền kinh Saint Lucia chứng minh được sử dụng thành công trong nỗ lực đăng cai Đại hội Thể thao CARIFTA lần thứ XXXVIII, một giải vô địch điền kinh khu vực với hàng trăm vận động viên từ hơn 20 vùng lãnh thổ. Thủ tướng Danh dự Stephenson King cam kết sự hỗ trợ của Chính phủ.
Vào thời điểm này, Saint Lucia đã cắt đứt quan hệ ngoại giao với Trung Quốc đại lục, chuyển sang thiết lập quan hệ ngoại giao với Đài Loan. Bắt đầu từ cuối năm 2008, Chính phủ Saint Lucia đã loại bỏ đường chạy cũ, và bắt đầu công việc cải tạo cơ sở đã bị lãng phí và bỏ hoang với sự hỗ trợ của Đài Loan. Sự bổ sung chính là việc lắp đặt đường chạy Mondo được IAAF chứng nhận. Tổng chi phí cho việc cải tạo sân vận động lên đến hơn 10 triệu đô la Mỹ.
Tuy nhiên, hơn 5 triệu đô la Mỹ trong số đó đã được chi cho các hệ thống hỗ trợ và cơ sở hạ tầng. Chính phủ Saint Lucia đã không sửa chữa bảng điểm điện tử, nhưng công việc đã được thực hiện để lắp đặt một bộ máy hoàn thiện ảnh mới, sửa chữa chỗ ngồi bị hư hỏng, nâng cấp hệ thống đèn chiếu sáng, hệ thống thoát nước và hệ thống ống nước, sửa chữa mái che và mua thiết bị mới. Phần lớn thiết bị được mua từ nhà sản xuất lớn của Hoa Kỳ là UCS với sự hỗ trợ của Đài Loan.

## Đại hội Thể thao CARIFTA 2009
Bộ trưởng Bộ Thanh niên, Thể thao, Chuyển đổi xã hội và Dịch vụ công danh dự Lenard Montoute - một cựu vận động viên quốc gia - đã làm việc chặt chẽ với các nhà thầu địa phương và dĩ nhiên là có Mondo, nhà cung cấp chính thức của IAAF từ năm 1987, để lắp đặt cơ sở vật chất hoàn toàn đạt tiêu chuẩn quốc tế. Thư ký thường trực Donavan Williams đứng đầu nhóm được giao nhiệm vụ tổ chức Đại hội Thể thao CARIFTA lần thứ XXXVIII vào Lễ Phục sinh năm 2009, khi các vận động viên Caribe vào Saint Lucia để thi đấu.
Các điều chỉnh đã phải được thực hiện đối với chương trình để tính đến việc vận chuyển từ vành đai du lịch chính ở phía bắc của hòn đảo, nhưng về mặt cạnh tranh, nhiều người coi đây là phiên bản tốt nhất từ trước đến nay của các giải đấu điền kinh cơ sở của Caribe. 15 kỷ lục đã được phá hoặc cân bằng, một ở nội dung ném, ba ở cự ly trung bình và cự ly dài. Kirani James của Grenada đã phá kỷ lục 400m của Usain Bolt và giành giải Austin Sealy cho vận động viên xuất sắc nhất.
Neville 'Teddy' McCook, chủ tịch Hiệp hội điền kinh Bắc, Trung Mỹ và Caribe (NACAC), đã rất ấn tượng trước Sân vận động Quốc gia Saint Lucia. Trong chuyến thăm đến Saint Lucia vào tháng 9 năm 2008, ông nói "Đây là một cơ sở tuyệt vời. Tôi không thấy có gì trong khu vực có thể so sánh được về lượng phòng còn trống và cách bạn có thể sử dụng những phòng đó. Đây là một sân vận động quan trọng với những phòng còn trống cho y tế, truyền thông, chỗ ở, điều đó thật tuyệt vời."

## Tiện nghi và cơ sở
Sân vận động Quốc gia có hai khán đài có sức chứa tổng cộng là 8.000 người. Khi được bàn giao vào năm 2002, một ý tưởng được đề xuất là xây thêm hai khán đài khác có sức chứa 7.000 người sẽ được Chính phủ Saint Lucia xây dựng đúng tiến độ. Sân vận động này cũng được dự định là trung tâm của một khu liên hợp sân vận động bao gồm chỗ ở cũng như các cơ sở trong nhà cho các môn thể thao trong nhà, các cuộc họp, v.v.
Theo mô tả của Donavan Williams, cơ sở được tân trang lại bao gồm "một cơ sở khởi động, hai khu vực nhảy cao, bốn đường chạy nhảy xa ba bước và nhảy xa, hai khu vực nhảy sào, một vòng tròn ném đĩa, hai vòng tròn đẩy tạ và hai khu vực ném lao." Trước đây đã có một khu vực khởi động bên dưới khán đài, nhưng khu vực này đã được thay thế trong quá trình tân trang lại. Thật tự hào khi sân vận động có sân bóng đá đúng quy định và đường chạy Mondo dài 400m phù hợp trong mọi thời tiết.

## Bệnh viện St Jude
Vào tháng 9 năm 2009, một đám cháy đã phá hủy một phần của Bệnh viện St Jude ở Vieux Fort, cách vài dặm từ sân vận động. Chính phủ Saint Lucia đã chuyển phần lớn hoạt động của bệnh viện đến sân vận động, nơi các phòng lớn đang trống bên dưới khán đài trở nên lý tưởng để chuyển đổi thành cơ sở y tế chính của phía nam hòn đảo. Vào tháng 4 năm 2010, Thủ tướng King nói rằng chính phủ của ông sẽ xây dựng lại St Jude trên một địa điểm gần sân vận động.
Bộ Thể thao và Y tế, cùng với Hiệp hội điền kinh Saint Lucia và hội đồng quản trị của St Jude, đã đồng ý rằng trong thời gian bệnh viện nằm trong sân vận động, mặc dù cơ sở vật chất sẽ không có sẵn để thi đấu, nhưng các cơ sở điền kinh có thể được sử dụng để các bệnh nhân có thể tập luyện phục hồi chức năng. Do đó, trong phần lớn mùa giải 2010, các sự kiện thi đấu điền kinh được tổ chức tại các địa điểm khác nhau như Mindoo Phillip Park ở Castries hoặc sân vận động mini ở Soufrière.
Mặc dù hiện tại khán đài đang ở trong điều kiện tồi tệ cũng như các phần của mái che đã bắt đầu rơi xuống, các giảng viên của các trường khác nhau đã chọn sử dụng các mặt của đường chạy nơi sinh viên ngồi trên các tấm bìa cứng hoặc kim loại.